# Come By Chance
Come By Chance est une ville située sur la péninsule d'Avalon de l'île de Terre-Neuve dans la province de Terre-Neuve-et-Labrador au Canada. La population y était de 265 habitants en 2001.

## Annexe